# Torneo Nacional de Ascenso 2012-13
La temporada 2012-13 del Torneo Nacional de Ascenso fue la vigésima primera edición del torneo argentino de baloncesto. Se inició el 21 de septiembre de 2012 y finalizó en junio de 2013. Fue la segunda edición desde la reestructuración del torneo, y lo disputaron 20 equipos.
El campeón fue Estudiantes Concordia, elenco que además de obtener su primer título en la competencia obtuvo su primer ascenso a la Liga Nacional de Básquet. Venció en la final a San Martín de Corrientes en cinco juegos.
El otro ascenso fue para Quilmes de Mar del Plata, que tras caer en semifinales, venció a Huracán de Trelew en primera instancia y luego al finalista del torneo para volver a la máxima categoría tras un año en la divisional. Fue el tercer ascenso de Quilmes hacia la LNB.

## Modo de disputa
El campeonato estuvo dividido en cuatro fases y otorgó dos ascensos a la Liga Nacional de Básquet 2013/14 y dos descensos al Torneo Federal de Básquetbol 2013/14.
Serie regular
Primera fase
Los veinte equipos participantes se dividieron en cinco grupos de cuatro integrantes cada una donde se enfrentaron en duelos de ida y vuelta. Se otorgaron dos puntos por partido ganado y un punto por partido perdido.
Segunda fase
Para esta fase, los equipos arrastraron la mitad de puntos obtenidos en la fase anterior.
Los participantes se dividieron en dos zonas, "Norte" y "Sur" de diez participantes cada una. El sistema de puntuación continúo siendo el mismo, y los ocho mejores de cada zona avanzaron de fase. Los peores de cada zona descendieron.
Ronda campeonato
Los dieciséis equipos se ordenaron en llaves de eliminación directa donde disputaron eliminatorias al mejor de cinco partidos. Los ganadores avanzaron y los perdedores dejaron de participar.Los ganadores de las semifinales disputaron la final por el primer ascenso mientras que los perdedores accedieron al repechaje. El perdedor de la final también accedió al repechaje.
Ronda repechaje
Los dos perdedores de las semifinales se enfrentaron entre sí al mejor de cinco partidos para acceder a la final del repechaje. El perdedor dejó de participar mientras que el ganador se enfrentó a finalista del certamen, nuevamente al mejor de cinco partidos. El ganador de esta serie obtuvo el segundo ascenso.

## Equipos participantes

### Ascensos y descensos
Equipos entrantes
| Pos. | Ascendidos del Torneo Federal |
| ---- | ----------------------------- |
| 1.º  | La Unión (Colón)              |
| 2.º  | San Lorenzo de Chivilcoy      |

| Pos. | Descendidos del LNB 2011/12   |
| ---- | ----------------------------- |
| 15.° | Quilmes (Mar del Plata)       |
| 16.° | Club San Martín de Corrientes |

Equipos salientes
| Pos. | Ascendidos a la LNB 2012/13 |
| ---- | --------------------------- |
| 1.º  | Unión Progresista           |
| 2.º  | Argentino de Junín          |

| Pos.            | Descendidos del TNA 2011/12    |
| --------------- | ------------------------------ |
| 5.º TNA 2 Norte | Asociación Española de Charata |
| 5.º TNA 2 Sur   | San Martín de Marcos Juárez    |

### Cambios de plazas
| Adquiere plaza en el TNA |
| ------------------------ |
| Sarmiento (Resistencia)  |
| Instituto (Córdoba)      |

| Vende la plaza  |
| --------------- |
| Rosario Central |
| Firmat FBC      |

### Equipos
| Club                               | Procedencia                        | Pabellón                                         | Capacidad |
| Alianza Viedma                     | Viedma, Río Negro                  | Polideportivo Ángel Cayetano Arias               | 2500      |
| Asociación Atlética Banda Norte    | Río Cuarto, Córdoba                | Banda Norte                                      | 1600      |
| Atlético Echagüe Club              | Paraná, Entre Ríos                 | Luis Butta                                       | 3000      |
| Club Ciclista Juninense            | Junín, Buenos Aires                | Estadio Raúl "Chuni" Merlo                       | 2100      |
| Club Alvear                        | Villa Ángela, Chaco                | Club Alvear                                      | 760       |
| Club San Isidro                    | San Francisco, Córdoba             | Severo Robledo                                   | -         |
| Club San Martín                    | Corrientes, Corrientes             | El Fortín Rojinegro                              | 3000      |
| Ciudad de Bragado                  | Bragado, Buenos Aires              | Bragado Club                                     | 1005      |
| Club Estudiantes Concordia         | Concordia, Entre Ríos              | Club Estudiantes                                 | 1610      |
| Club Social y Deportivo Huracán    | Trelew, Chubut                     | Atilio Oscar Viglione                            | 550       |
| Club de Básquetbol San Lorenzo     | Chivilcoy, Buenos Aires            | Oscar y Alfredo Barca                            | 1500      |
| Club Tomás de Rocamora             | Concepción del Uruguay, Entre Ríos | Julio César Paccagnella                          | 1000      |
| Club La Unión                      | Colón, Entre Ríos                  | Carlos Delasoie                                  | 1000      |
| Club Atlético Quilmes              | Mar del Plata, Buenos Aires        | Polideportivo Islas Malvinas Estadio Once Unidos | 7600 3300 |
| Club Atlético Sarmiento            | Resistencia, Chaco                 | Gimnasio Resistencia                             | 1000      |
| Club Atlético Unión                | Sunchales, Santa Fe                | La Fortaleza del Bicho                           | 2702      |
| Instituto Atlético Central Córdoba | Córdoba, Córdoba                   | Gimnasio Ángel Sandrín                           | 2000      |
| Monte Hermoso Básquet              | Monte Hermoso, Buenos Aires        | Polideportivo Municipal                          | 2500      |
| Oberá Tenis Club                   | Oberá, Misiones                    | Oberá Tenis Club                                 | 2000      |
| Sport Club Cañadense               | Cañada de Gómez, Santa Fe          | Florencio Varni                                  | 2500      |

## Primera fase

### Grupo 1
| Equipo | Equipo                  | PJ | PG | PP | Pts |
| ------ | ----------------------- | -- | -- | -- | --- |
| 1.°    | San Martín (Corrientes) | 6  | 6  | 0  | 12  |
| 2.°    | Oberá Tenis Club        | 6  | 3  | 3  | 9   |
| 3.°    | Sarmiento (Resistencia) | 6  | 2  | 4  | 8   |
| 4.°    | Alvear                  | 6  | 1  | 5  | 7   |

| San Martín (C) | 98 - 74 | Alvear   | El Fortín Rojinegro  | 21 de septiembre |
| Sarmiento (R)  | 82 - 86 | Oberá TC | Gimnasio Resistencia | 21 de septiembre |

| Alvear   | 66 - 69 | Sarmiento (R)  | Club Alvear | 28 de septiembre |
| Oberá TC | 68 - 84 | San Martín (C) | Oberá TC    | 28 de septiembre |

| Oberá TC       | 76 - 62 | Alvear        | Oberá TC            | 5 de octubre |
| San Martín (C) | 79 - 45 | Sarmiento (R) | El Fortín Rojinegro | 5 de octubre |

| Sarmiento (R) | 78 - 99 | San Martín (C) | Gimnasio Resistencia | 12 de octubre |
| Alvear        | 80 - 65 | Oberá TC       | Club Alvear          | 13 de octubre |

| Alvear   | 61 - 74 | San Martín (C) | Club Alvear | 19 de octubre |
| Oberá TC | 91 - 59 | Sarmiento (R)  | Oberá TC    | 19 de octubre |

| Sarmiento (R)  | 79 - 76 | Alvear   | Gimnasio Resistencia | 26 de octubre |
| San Martín (C) | 79 - 73 | Oberá TC | El Fortín Rojinegro  | 26 de octubre |

### Grupo 2
| Equipo | Equipo            | PJ | PG | PP | Pts |
| ------ | ----------------- | -- | -- | -- | --- |
| 1.°    | Instituto         | 6  | 4  | 2  | 10  |
| 2.°    | San Isidro        | 6  | 3  | 3  | 9   |
| 3.°    | Unión (Sunchales) | 6  | 3  | 3  | 9   |
| 4.°    | Banda Norte       | 6  | 2  | 4  | 8   |

| Unión (S)   | 59 - 65 | Instituto  | La Fortaleza del Bicho | 21 de septiembre |
| Banda Norte | 83 - 80 | San Isidro | Banda Norte            | 21 de septiembre |

| Instituto  | 89 - 80 | Banda Norte | Ángel Sandrín  | 28 de septiembre |
| San Isidro | 93 - 89 | Unión (S)   | Severo Robledo | 28 de septiembre |

| San Isidro | 78 - 72 | Instituto   | Severo Robledo         | 5 de octubre |
| Unión (S)  | 75 - 72 | Banda Norte | La Fortaleza del Bicho | 8 de octubre |

| Instituto   | 93 - 100 | San Isidro | Ángel Sandrín | 12 de octubre |
| Banda Norte | 65 - 70  | Unión (S)  | Banda Norte   | 12 de octubre |

| Instituto  | 73 - 63 | Unión (S)   | Ángel Sandrín  | 18 de octubre |
| San Isidro | 87 - 92 | Banda Norte | Severo Robledo | 19 de octubre |

| Banda Norte | 74 - 81 | Instituto  | Banda Norte            | 26 de octubre |
| Unión (S)   | 74 - 72 | San Isidro | La Fortaleza del Bicho | 26 de octubre |

### Grupo 3
| Equipo | Equipo                | PJ | PG | PP | Pts |
| ------ | --------------------- | -- | -- | -- | --- |
| 1.°    | Estudiantes Concordia | 6  | 4  | 2  | 10  |
| 2.°    | Tomás de Rocamora     | 6  | 4  | 2  | 10  |
| 3.°    | La Unión (Colón)      | 6  | 2  | 4  | 8   |
| 4.°    | Echagüe               | 6  | 2  | 4  | 8   |

| Echagüe      | 67 - 53 | Rocamora        | Luis Butta      | 21 de septiembre |
| La Unión (C) | 74 - 85 | Estudiantes (C) | Carlos Delasoie | 21 de septiembre |

| Rocamora        | 77 - 65 | La Unión (C) | Julio Paccagnella | 28 de septiembre |
| Estudiantes (C) | 71 - 62 | Echagüe      | El Gigante Verde  | 28 de septiembre |

| Estudiantes (C) | 70 - 65 | Rocamora     | El Gigante Verde | 5 de octubre |
| Echagüe         | 75 - 77 | La Unión (C) | Luis Butta       | 5 de octubre |

| Rocamora     | 74 - 73 | Estudiantes (C) | Julio Paccagnella | 12 de octubre |
| La Unión (C) | 87 - 80 | Echagüe         | Carlos Delasoie   | 12 de octubre |

| Rocamora        | 79 - 75 | Echagüe      | Julio Paccagnella | 19 de octubre |
| Estudiantes (C) | 81 - 76 | La Unión (C) | El Gigante Verde  | 19 de octubre |

| La Unión (C) | 94 - 97 | Rocamora        | Carlos Delasoie | 26 de octubre |
| Echagüe      | 71 - 61 | Estudiantes (C) | Luis Butta      | 26 de octubre |

### Grupo 4
| Equipo | Equipo                  | PJ | PG | PP | Pts |
| ------ | ----------------------- | -- | -- | -- | --- |
| 1.°    | Ciclista Juninense      | 6  | 5  | 1  | 11  |
| 2.°    | Sport Club Cañadense    | 6  | 5  | 1  | 11  |
| 3.°    | San Lorenzo (Chivilcoy) | 6  | 2  | 4  | 8   |
| 4.°    | Ciudad de Bragado       | 6  | 0  | 6  | 6   |

| San Lorenzo (C)    | 75 - 69 | Ciudad de Bragado | Oscar y Alfredo Barca | 21 de septiembre |
| Ciclista Juninense | 78 - 68 | Sport Club        | Raúl "Chuni" Merlo    | 23 de septiembre |

| Sport Club        | 74 - 67 | San Lorenzo (C)    | Florencio Varni | 28 de septiembre |
| Ciudad de Bragado | 70 - 92 | Ciclista Juninense | Bragado Club    | 28 de septiembre |

| Ciudad de Bragado  | 61 - 72 | Sport Club      | Bragado Club       | 5 de octubre |
| Ciclista Juninense | 95 - 91 | San Lorenzo (C) | Raúl "Chuni" Merlo | 5 de octubre |

| Sport Club      | 87 - 57 | Ciudad de Bragado  | Florencio Varni       | 12 de octubre |
| San Lorenzo (C) | 77 - 81 | Ciclista Juninense | Oscar y Alfredo Barca | 12 de octubre |

| Sport Club        | 84 - 80 | Ciclista Juninense | Florencio Varni | 19 de octubre |
| Ciudad de Bragado | 89 - 94 | San Lorenzo (C)    | Bragado Club    | 19 de octubre |

| San Lorenzo (C)    | 90 - 92 | Sport Club        | Oscar y Alfredo Barca | 26 de octubre |
| Ciclista Juninense | 82 - 70 | Ciudad de Bragado | Raúl "Chuni" Merlo    | 26 de octubre |

### Grupo 5
| Equipo | Equipo                  | PJ | PG | PP | Pts |
| ------ | ----------------------- | -- | -- | -- | --- |
| 1.°    | Ceferino Alianza Viedma | 6  | 4  | 2  | 10  |
| 2.°    | Monte Hermoso Básquet   | 6  | 3  | 3  | 9   |
| 3.°    | Huracán (Trelew)        | 6  | 3  | 3  | 9   |
| 4.°    | Quilmes (Mar del Plata) | 6  | 2  | 4  | 8   |

| Huracán (T)   | 73 - 71 | Monte Hermoso | Atilio Viglione | 21 de septiembre |
| Quilmes (MdP) | 77 - 78 | Ceferino AV   | Islas Malvinas  | 23 de septiembre |

| Ceferino AV   | 84 - 62  | Huracán (T)   | Ángel Cayetano Arias    | 28 de septiembre |
| Monte Hermoso | 104 - 97 | Quilmes (MdP) | Polideportivo Municipal | 28 de septiembre |

| Monte Hermoso | 119 - 120 | Ceferino AV | Polideportivo Municipal | 5 de octubre |
| Quilmes (MdP) | 83 - 63   | Huracán (T) | Islas Malvinas          | 7 de octubre |

| Ceferino AV | 74 - 75 | Monte Hermoso | Ángel Cayetano Arias | 12 de octubre |
| Huracán (T) | 78 - 76 | Quilmes (MdP) | Atilio Viglione      | 12 de octubre |

| Ceferino AV   | 91 - 81 | Quilmes (MdP) | Ángel Cayetano Arias    | 19 de octubre |
| Monte Hermoso | 74 - 62 | Huracán (T)   | Polideportivo Municipal | 19 de octubre |

| Huracán (T)   | 79 - 68 | Ceferino AV   | Atilio Viglione | 26 de octubre |
| Quilmes (MdP) | 79 - 63 | Monte Hermoso | Islas Malvinas  | 26 de octubre |

## Segunda fase

### Zona norte
| Equipo | Equipo                  | A   | PJ | PG | PP | Pts  |
| ------ | ----------------------- | --- | -- | -- | -- | ---- |
| 1.°    | San Martín (Corrientes) | 6.0 | 18 | 16 | 2  | 40.0 |
| 2.°    | Estudiantes Concordia   | 5.0 | 18 | 13 | 5  | 36.0 |
| 3.°    | Alvear                  | 3.5 | 18 | 12 | 6  | 33.5 |
| 4.°    | San Isidro              | 4.5 | 18 | 9  | 9  | 31.5 |
| 5.°    | Oberá Tenis Club        | 4.5 | 18 | 8  | 10 | 30.5 |
| 6.°    | Instituto               | 5.0 | 18 | 7  | 11 | 30.0 |
| 7.°    | Echagüe                 | 4.0 | 18 | 8  | 10 | 30.0 |
| 8.°    | Sarmiento (Resistencia) | 4.0 | 18 | 7  | 11 | 29.0 |
| 9.°    | La Unión (Colón)        | 4.0 | 18 | 6  | 12 | 28.0 |
| 10.°   | Unión (Sunchales)       | 4.5 | 18 | 4  | 14 | 26.5 |

|  | Clasificado a la Ronda campeonato. |
|  | Descendido.                        |

| Estudiantes (C) | 74 - 50  | Oberá TC   | El Gigante Verde     | 2 de noviembre |
| La Unión (C)    | 90 - 102 | Alvear     | Carlos Delasoie      | 2 de noviembre |
| Instituto       | 80 - 87  | San Isidro | Ángel Sandrín        | 2 de noviembre |
| Sarmiento (R)   | 84 - 78  | Unión (S)  | Gimnasio Resistencia | 2 de noviembre |
| San Martín (C)  | 94 - 52  | Echagüe    | El Fortín Rojinegro  | 2 de noviembre |

| San Martín (C) | 74 - 59 | La Unión (C)    | El Fortín Rojinegro    | 11 de noviembre |
| Echagüe        | 82 - 78 | Sarmiento (R)   | Luis Butta             | 11 de noviembre |
| Unión (S)      | 67 - 76 | Estudiantes (C) | La Fortaleza del Bicho | 11 de noviembre |
| Oberá TC       | 88 - 68 | Instituto       | Oberá TC               | 11 de noviembre |
| San Isidro     | 79 - 82 | Alvear          | Severo Robledo         | 11 de noviembre |

| Alvear          | 89 - 70  | Oberá TC       | Club Alvear          | 16 de noviembre |
| Instituto       | 79 - 62  | Unión (S)      | Ángel Sandrín        | 16 de noviembre |
| Estudiantes (C) | 75 - 50  | Echagüe        | El Gigante Verde     | 16 de noviembre |
| Sarmiento (R)   | 69 - 76  | San Martín (C) | Gimnasio Resistencia | 16 de noviembre |
| La Unión (C)    | 104 - 94 | San Isidro     | Carlos Delasoie      | 19 de noviembre |

| Sarmiento (R)  | 75 - 73   | La Unión (C)    | Gimnasio Resistencia   | 23 de noviembre |
| San Martín (C) | 77 - 60   | Estudiantes (C) | El Fortín Rojinegro    | 23 de noviembre |
| Echagüe        | 106 - 107 | Instituto       | Luis Butta             | 23 de noviembre |
| Unión (S)      | 72 - 77   | Alvear          | La Fortaleza del Bicho | 23 de noviembre |
| Oberá TC       | 71 - 70   | San Isidro      | Oberá TC               | 23 de noviembre |

| La Unión (C)    | 93 - 73 | Oberá TC       | Carlos Delasoie  | 30 de noviembre |
| San Isidro      | 96 - 84 | Unión (S)      | Severo Robledo   | 30 de noviembre |
| Alvear          | 77 - 79 | Echagüe        | Club Alvear      | 30 de noviembre |
| Estudiantes (C) | 86 - 78 | Sarmiento (R)  | El Gigante Verde | 30 de noviembre |
| Instituto       | 71 - 78 | San Martín (C) | Ángel Sandrín    | 1 de diciembre  |

| Estudiantes (C) | 85 - 73  | La Unión (C) | El Gigante Verde       | 7 de diciembre |
| Sarmiento (R)   | 81 - 70  | Instituto    | Gimnasio Resistencia   | 7 de diciembre |
| Echagüe         | 97 - 101 | San Isidro   | Luis Butta             | 7 de diciembre |
| San Martín (C)  | 88 - 67  | Alvear       | El Fortín Rojinegro    | 8 de diciembre |
| Unión (S)       | 77 - 87  | Oberá TC     | La Fortaleza del Bicho | 3 de marzo     |

| La Unión (C) | 98 - 91 | Unión (S)       | Carlos Delasoie | 14 de diciembre |
| Oberá TC     | 75 - 74 | Echagüe         | Oberá TC        | 14 de diciembre |
| San Isidro   | 74 - 88 | San Martín (C)  | Severo Robledo  | 14 de diciembre |
| Alvear       | 87 - 80 | Sarmiento (R)   | Club Alvear     | 14 de diciembre |
| Instituto    | 78 - 72 | Estudiantes (C) | Ángel Sandrín   | 14 de diciembre |

| San Martín (C)  | 71 - 67   | Oberá TC     | El Fortín Rojinegro  | 20 de diciembre |
| Instituto       | 85 - 67   | La Unión (C) | Ángel Sandrín        | 21 de diciembre |
| Estudiantes (C) | 78 - 61   | Alvear       | El Gigante Verde     | 21 de diciembre |
| Sarmiento (R)   | 100 - 102 | San Isidro   | Gimnasio Resistencia | 21 de diciembre |
| Echagüe         | 79 - 66   | Unión (S)    | Luis Butta           | 21 de diciembre |

| Oberá TC     | 88 - 74 | Sarmiento (R)   | Oberá TC               | 11 de enero |
| La Unión (C) | 76 - 91 | Echagüe         | Carlos Delasoie        | 11 de enero |
| San Isidro   | 76 - 68 | Estudiantes (C) | Severo Robledo         | 11 de enero |
| Alvear       | 75 - 74 | Instituto       | Club Alvear            | 11 de enero |
| Unión (S)    | 65 - 88 | San Martín (C)  | La Fortaleza del Bicho | 14 de enero |

| Echagüe    | 84 - 81 | San Martín (C)  | Luis Butta             | 11 de marzo |
| Alvear     | 98 - 84 | La Unión (C)    | Club Alvear            | 13 de marzo |
| San Isidro | 91 - 83 | Instituto       | Severo Robledo         | 13 de marzo |
| Oberá TC   | 66 - 78 | Estudiantes (C) | Oberá TC               | 13 de marzo |
| Unión (S)  | 68 - 78 | Sarmiento (R)   | La Fortaleza del Bicho | 13 de marzo |

| La Unión (C)    | 95 - 100 | San Martín (C) | Carlos Delasoie      | 25 de enero |
| Estudiantes (C) | 83 - 61  | La Unión (S)   | El Gigante Verde     | 25 de enero |
| Instituto       | 68 - 59  | Oberá TC       | Ángel Sandrín        | 25 de enero |
| Alvear          | 94 - 88  | San Isidro     | Club Alvear          | 25 de enero |
| Sarmiento (R)   | 81 - 77  | Echagüe        | Gimnasio Resistencia | 26 de enero |

| San Isidro     | 89 - 93 | La Unión (C)    | Severo Robledo         | 1 de febrero |
| Oberá TC       | 82 - 87 | Alvera          | Oberá TC               | 1 de febrero |
| Echagüe        | 66 - 78 | Estudiantes (C) | Luis Butta             | 1 de febrero |
| San Martín (C) | 86 - 70 | Sarmiento (R)   | El Fortín Rojinegro    | 1 de febrero |
| Unión (S)      | 71 - 62 | Instituto       | La Fortaleza del Bicho | 2 de febrero |

| La Unión (C)    | 91 - 79 | Sarmiento (R)  | Carlos Delasoie  | 8 de febrero |
| Estudiantes (C) | 82 - 75 | San Martín (C) | El Gigante Verde | 8 de febrero |
| Instituto       | 75 - 70 | Echagüe        | Ángel Sandrín    | 8 de febrero |
| Alvear          | 89 - 71 | Unión (S)      | Club Alvear      | 8 de febrero |
| San Isidro      | 90 - 87 | Oberá TC       | Severo Robledo   | 8 de febrero |

| Oberá TC       | 79 - 67 | La Unión (C)    | Oberá TC               | 15 de febrero |
| Unión (S)      | 74 - 70 | San Isidro      | La Fortaleza del Bicho | 15 de febrero |
| Ecahgüe        | 85 - 73 | Alvear          | Luis Butta             | 15 de febrero |
| Sarmiento (R)  | 78 - 67 | Estudiantes (C) | Gimnasio Resistencia   | 15 de febrero |
| San Martín (C) | 80 - 62 | Instituto       | El Fortín Rojinegro    | 18 de febrero |

| Instituto    | 77 - 73 | Sarmiento (R)   | Ángel Sandrín   | 22 de febrero |
| Alvear       | 73 - 76 | San Martín (C)  | Club Alvear     | 22 de febrero |
| San Isidro   | 78 - 74 | Echagüe         | Severo Robledo  | 22 de febrero |
| Oberá TC     | 74 - 69 | Unión (S)       | Oberá TC        | 22 de febrero |
| La Unión (C) | 71 - 85 | Estudiantes (C) | Carlos Delasoie | 25 de febrero |

| Unión (S)       | 59 - 58 | La Unión (C) | La Fortaleza del Bicho | 1 de marzo |
| Echagüe         | 80 - 62 | Oberá TC     | Luis Butta             | 1 de marzo |
| San Martín (C)  | 76 - 71 | San Isidro   | El Fortín Rojinegro    | 1 de marzo |
| Sarmiento (R)   | 73 - 66 | Alvear       | Gimnasio Resistencia   | 1 de marzo |
| Estudiantes (C) | 73 - 60 | Instituto    | El Gigante Verde       | 1 de marzo |

| La Unión (C) | 85 - 74 | Instituto       | Carlos Delasoie        | 8 de marzo |
| Alvear       | 66 - 59 | Estudiantes (C) | Club Alvear            | 8 de marzo |
| San Isidro   | 95 - 92 | Sarmiento (R)   | Severo Robledo         | 8 de marzo |
| Oberá TC     | 73 - 85 | San Martín (C)  | Oberá TC               | 8 de marzo |
| Unión (S)    | 74 - 62 | Echagüe         | La Fortaleza del Bicho | 8 de marzo |

| Echagüe         | 88 - 82 | La Unión (C) | Luis Butta           | 18 de marzo |
| San Martín (C)  | 85 - 53 | Unión (S)    | El Fortín Rojinegro  | 18 de marzo |
| Sarmiento (R)   | 72 - 79 | Oberá TC     | Gimnasio Resistencia | 18 de marzo |
| Estudiantes (C) | 72 - 61 | San Isidro   | El Gigante Verde     | 18 de marzo |
| Instituto       | 55 - 67 | Alvear       | Ángel Sandrín        | 18 de marzo |

### Zona sur
| Equipo | Equipo                  | A   | PJ | PG | PP | Pts  |
| ------ | ----------------------- | --- | -- | -- | -- | ---- |
| 1.°    | Quilmes (Mar del Plata) | 4.0 | 18 | 14 | 4  | 36.0 |
| 2.°    | Huracán (Trelew)        | 4.5 | 18 | 11 | 7  | 33.5 |
| 3.°    | Sport Club Cañadense    | 5.5 | 18 | 10 | 8  | 33.5 |
| 4.°    | Ciclista Juninense      | 5.5 | 18 | 9  | 9  | 32.5 |
| 5.°    | Alianza Viedma          | 5.0 | 18 | 9  | 9  | 32.0 |
| 6.°    | Monte Hermoso Básquet   | 4.5 | 18 | 8  | 10 | 30.5 |
| 7.°    | San Lorenzo (Chivilcoy) | 4.0 | 18 | 8  | 10 | 30.0 |
| 8.°    | Banda Norte             | 4.0 | 18 | 8  | 10 | 30.0 |
| 9.°    | Tomás de Rocamora       | 5.0 | 18 | 7  | 11 | 30.0 |
| 10.°   | Ciudad de Bragado       | 3.0 | 18 | 6  | 12 | 27.0 |

|  | Clasificado a la Ronda campeonato. |
|  | Descendido.                        |

Nota: Entre San Lorenzo de Chivilcoy, Banda Norte y Tomás de Rocamora se produjo un triple empate y el mismo se definió por los encuentros entre sí. San Lorenzo sumó siete puntos, Banda Norte sumó seis puntos y Tomás de Rocamora sumó cinco puntos, por ello el equipo entrerriano quedó fuera de competencia.

| Banda Norte     | 83 - 93 | Ciclista Juninense | Banda Norte             | 2 de noviembre |
| Ceferino AV     | 86 - 77 | Huracán (T)        | Ángel Cayetano Arias    | 2 de noviembre |
| San Lorenzo (C) | 84 - 74 | Ciudad de Bragado  | Raúl y Oscar Barca      | 2 de noviembre |
| Monte Hermoso   | 82 - 83 | Quilmes (MdP)      | Polideportivo Municipal | 3 de noviembre |
| Sport Club      | 64 - 57 | Tomás de Rocamora  | Florencio Varni         | 5 de noviembre |

| San Lorenzo (C)    | 77 - 76 | Sport Club        | Oscar y Alfredo Barca | 11 de noviembre |
| Ciudad de Bragado  | 74 - 69 | Monte Hermoso     | Bragado Club          | 11 de noviembre |
| Quilmes            | 90 - 78 | Ceferino AV       | Islas Malvinas        | 11 de noviembre |
| Huracán (T)        | 78 - 68 | Banda Norte       | Atilio Viglione       | 11 de noviembre |
| Ciclista Juninense | 87 - 92 | Tomás de Rocamora | Raúl "Chuni" Merlo    | 11 de noviembre |

| Sport Club        | 92 - 67 | Ciclista Juninense | Florencio Varni         | 16 de noviembre |
| Tomás de Rocamora | 85 - 81 | Huracán (T)        | Julio Paccagnella       | 16 de noviembre |
| Banda Norte       | 79 - 77 | Quilmes (MdP)      | Banda Norte             | 16 de noviembre |
| Monte Hermoso     | 79 - 70 | San Lorenzo (C)    | Polideportivo Municipal | 16 de noviembre |
| Ceferino AV       | 79 - 76 | Ciudad de Bragado  | Ángel Cayetano Arias    | 18 de noviembre |

| Monte Hermoso     | 83 - 81 | Sport Club         | Polideportivo Municipal | 22 de noviembre |
| Ciudad de Bragado | 63 - 79 | Banda Norte        | Bragado Club            | 23 de noviembre |
| Huracán (T)       | 71 - 68 | Ciclista Juninense | Atilio Viglione         | 23 de noviembre |
| Quilmes (MdP)     | 84 - 72 | Tomás de Rocamora  | Islas Malvinas          | 25 de noviembre |
| San Lorenzo (C)   | 97 - 88 | Ceferino AV        | Oscar y Alfredo Barca   | 26 de noviembre |

| Sport Club         | 66 - 59 | Huracán (T)       | Florencio Varni      | 30 de noviembre |
| Tomás de Rocamora  | 77 - 80 | Ciudad de Bragado | Julio Paccagnella    | 30 de noviembre |
| Banda Norte        | 70 - 75 | San Lorenzo (C)   | Banda Norte          | 30 de noviembre |
| Ciclista Juninense | 95 - 72 | Quilmes (MdP)     | Raúl "Chuni" Merlo   | 2 de diciembre  |
| Ceferino AV        | 71 - 66 | Monte Hermoso     | Ángel Cayetano Arias | 3 de diciembre  |

| Monte Hermoso     | 74 - 64 | Banda Norte        | Polideportivo Municipal | 7 de diciembre |
| Ciudad de Bragado | 72 - 68 | Ciclista Juninense | Bragado Club            | 7 de diciembre |
| San Lorenzo (C)   | 85 - 72 | Tomás de Rocamora  | Oscar y Alfredo Barca   | 8 de diciembre |
| Ceferino AV       | 72 - 81 | Sport Club         | Ángel Cayetano Arias    | 9 de diciembre |
| Quilmes (MdP)     | 91 - 63 | Huracán (T)        | Islas Malvinas          | 9 de diciembre |

| Huracán (T)        | 91 - 80 | Ciudad de Bragado | Atilio Viglione    | 14 de diciembre |
| Tomás de Rocamora  | 76 - 58 | Monte Hermoso     | Julio Paccagnella  | 14 de diciembre |
| Banda Norte        | 90 - 83 | Ceferino AV       | Banda Norte        | 14 de diciembre |
| Sport Club         | 79 - 84 | Quilmes (MdP)     | Florencio Varni    | 17 de diciembre |
| Ciclista Juninense | 95 - 85 | San Lorenzo (C)   | Raúl "Chuni" Merlo | 17 de diciembre |

| Monte Hermoso     | 93 - 92 | Ciclista Juninense | Polideportivo Municipal | 20 de diciembre |
| Banda Norte       | 83 - 97 | Sport Club         | Banda Norte             | 21 de diciembre |
| Ceferino AV       | 81 - 73 | Tomás de Rocamora  | Ángel Cayetano Arias    | 21 de diciembre |
| San Lorenzo (C)   | 84 - 85 | Huracán (T)        | Oscar y Alfredo Barca   | 21 de diciembre |
| Ciudad de Bragado | 76 - 92 | Quilmes (MdP)      | Bragado Club            | 21 de diciembre |

| Sport Club         | 95 - 74 | Ciudad de Bragado | Florencio Varni    | 11 de enero |
| Huracán (T)        | 86 - 70 | Monte Hermoso     | Atilio Viglione    | 11 de enero |
| Ciclista Juninense | 70 - 65 | Ceferino AV       | Raúl "Chuni" Merlo | 12 de enero |
| Quilmes (MdP)      | 84 - 61 | San Lorenzo (C)   | Islas Malvinas     | 12 de enero |
| Tomás de Rocamora  | 62 - 70 | Banda Norte       | Julio Paccagnella  | 13 de enero |

| Tomás de Rocamora  | 81 - 70 | Sport Club      | Julio Paccagnella  | 13 de marzo |
| Huracán (T)        | 81 - 75 | Ceferino AV     | Atilio Viglione    | 13 de marzo |
| Quilmes (MdP)      | 71 - 67 | Monte Hermoso   | Islas Malvinas     | 13 de marzo |
| Ciclista Juninense | 87 - 70 | Banda Norte     | Raúl "Chuni" Merlo | 14 de marzo |
| Ciudad de Bragado  | 80 - 69 | San Lorenzo (C) | Bragado Club       | 14 de marzo |

| Sport Club        | 103 - 72 | San Lorenzo (C)    | Florencio Varni         | 25 de enero |
| Monte Hermoso     | 95 - 81  | Ciudad de Bragado  | Polideportivo Municipal | 25 de enero |
| Banda Norte       | 75 - 85  | Huracán (T)        | Banda Norte             | 25 de enero |
| Ceferino AV       | 107 - 92 | Quilmes (MdP)      | Ángel Cayetano Arias    | 27 de enero |
| Tomás de Rocamora | 93 - 94  | Ciclista Juninense | Julio Paccagnella       | 28 de enero |

| Ciclista Juninense | 84 - 73   | Sport Club        | Raúl "Chuni" Merlo    | 1 de febrero |
| Huracán (T)        | 92 - 84   | Tomás de Rocamora | Atilio Viglione       | 1 de febrero |
| Ciudad de Bragado  | 72 - 92   | Ceferino AV       | Bragado Club          | 1 de febrero |
| San Lorenzo (C)    | 116 - 120 | Monte Hermoso     | Oscar y Alfredo Barca | 1 de febrero |
| Quilmes (MdP)      | 86 - 75   | Banda Norte       | Islas Malvinas        | 4 de febrero |

| Sport Club         | 71 - 68 | Monte Hermoso     | Florencio Varni      | 8 de febrero  |
| Banda Norte        | 94 - 85 | Ciudad de Bragado | Banda Norte          | 8 de febrero  |
| Tomás de Rocamora  | 91 - 79 | Quilmes (MdP)     | Julio Paccagnella    | 8 de febrero  |
| Ciclista Juninense | 83 - 88 | Huracán (T)       | Raúl "Chuni" Merlo   | 8 de febrero  |
| Ceferino AV        | 72 - 75 | San Lorenzo (C)   | Ángel Cayetano Arias | 11 de febrero |

| Huracán (T)       | 80 - 68 | Sport Club         | Atilio Viglione         | 15 de febrero |
| Ciudad de Bragado | 87 - 80 | Tomás de Rocamora  | Bragado Club            | 15 de febrero |
| San Lorenzo (C)   | 87 - 80 | Banda Norte        | Oscar y Alfredo Barca   | 15 de febrero |
| Monte Hermoso     | 88 - 86 | Ceferino AV        | Polideportivo Municipal | 15 de febrero |
| Quilmes (MdP)     | 80 - 67 | Ciclista Juninense | Islas Malvinas          | 17 de febrero |

| Sport Club         | 82 - 75  | Ceferino AV       | Florencio Varni    | 22 de febrero |
| Banda Norte        | 78 - 66  | Monte Hermoso     | Banda Norte        | 22 de febrero |
| Tomás de Rocamora  | 101 - 81 | San Lorenzo (C)   | Julio Paccagnella  | 22 de febrero |
| Ciclista Juninense | 70 - 69  | Ciudad de Bragado | Raúl "Chuni" Merlo | 22 de febrero |
| Huracán            | 77 - 79  | Quilmes (MdP)     | Atilio Viglione    | 22 de febrero |

| Ciudad de Bragado | 80 - 78   | Huracán (T)        | Bragado Club            | 1 de marzo |
| San Lorenzo (C)   | 103 - 101 | Ciclista Juninense | Oscar y Alfredo Barca   | 1 de marzo |
| Monte Hermoso     | 94 - 97   | Tomás de Rocamora  | Polideportivo Municipal | 1 de marzo |
| Ceferino AV       | 103 - 92  | Banda Norte        | Ángel Cayetano Arias    | 3 de marzo |
| Quilmes (MdP)     | 93 - 78   | Sport Club         | Islas Malvinas          | 4 de marzo |

| Sport Club         | 75 - 81 | Banda Norte       | Florencio Varni    | 8 de marzo  |
| Tomás de Rocamora  | 76 - 82 | Ceferino AV       | Julio Paccagnella  | 8 de marzo  |
| Ciclista Juninense | 82 - 71 | Monte Hermoso     | Raúl "Chuni" Merlo | 8 de marzo  |
| Huracán (T)        | 73 - 66 | San Lorenzo (C)   | Atilio Viglione    | 8 de marzo  |
| Quilmes (MdP)      | 96 - 84 | Ciudad de Bragado | Islas Malvinas     | 10 de marzo |

| Ciudad de Bragado | 76 - 81  | Sport Club         | Bragado Club            | 18 de marzo |
| San Lorenzo (C)   | 84 - 96  | Quilmes (MdP)      | Oscar y Alfredo Barca   | 18 de marzo |
| Monte Hermoso     | 103 - 81 | Huracán (T)        | Polideportivo Municipal | 18 de marzo |
| Ceferino AV       | 93 - 90  | Ciclista Juninense | Ángel Cayetano Arias    | 18 de marzo |
| Banda Norte       | 86 - 64  | Tomás de Rocamora  | Banda Norte             | 18 de marzo |

## Tercera fase - play offs
|  | Octavos de final          | Octavos de final          |                 |   | Cuartos de final          | Cuartos de final          |  |  | Semifinales                | Semifinales                |  |  | Final                   | Final                   |
|  | 22 de marzo al 2 de abril | 22 de marzo al 2 de abril |                 |   | 5 de abril al 16 de abril | 5 de abril al 16 de abril |  |  | 20 de abril al 27 de abril | 20 de abril al 27 de abril |  |  | 3 de mayo al 14 de mayo | 3 de mayo al 14 de mayo |
|  |                           |                           |                 |   |                           |                           |  |  |                            |                            |  |  |                         |                         |
|  |                           |                           |                 |   |                           |                           |  |  |                            |                            |  |  |                         |                         |
|  |                           |                           |                 |   |                           |                           |  |  |                            |                            |  |  |                         |                         |
|  | Quilmes (MdP)             | 3                         |                 |   |                           |                           |  |  |                            |                            |  |  |                         |                         |
|  | Quilmes (MdP)             | 3                         |                 |   |                           |                           |  |  |                            |                            |  |  |                         |                         |
|  | Banda Norte               | 2                         |                 |   |                           |                           |  |  |                            |                            |  |  |                         |                         |
|  | Banda Norte               | 2                         | Quilmes (MdP)   | 3 |                           |                           |  |  |                            |                            |  |  |                         |                         |
|  |                           |                           |                 | 3 |                           |                           |  |  |                            |                            |  |  |                         |                         |
|  |                           | Instituto                 | 1               |   |                           |                           |  |  |                            |                            |  |  |                         |                         |
|  | Alvear                    | Instituto                 | 1               | 2 |                           |                           |  |  |                            |                            |  |  |                         |                         |
|  | Alvear                    |                           |                 | 2 |                           |                           |  |  |                            |                            |  |  |                         |                         |
|  | Instituto                 | 3                         |                 |   |                           |                           |  |  |                            |                            |  |  |                         |                         |
|  | Instituto                 | 3                         | Quilmes (MdP)   | 1 |                           |                           |  |  |                            |                            |  |  |                         |                         |
|  |                           |                           |                 | 1 |                           |                           |  |  |                            |                            |  |  |                         |                         |
|  |                           | Estudiantes (C)           | 3               |   |                           |                           |  |  |                            |                            |  |  |                         |                         |
|  | Estudiantes (C)           | Estudiantes (C)           | 3               | 3 |                           |                           |  |  |                            |                            |  |  |                         |                         |
|  | Estudiantes (C)           |                           |                 | 3 |                           |                           |  |  |                            |                            |  |  |                         |                         |
|  | Echagüe                   | 0                         |                 |   |                           |                           |  |  |                            |                            |  |  |                         |                         |
|  | Echagüe                   | 0                         | Estudiantes (C) | 3 |                           |                           |  |  |                            |                            |  |  |                         |                         |
|  |                           |                           |                 | 3 |                           |                           |  |  |                            |                            |  |  |                         |                         |
|  |                           | Ciclista (J)              | 1               |   |                           |                           |  |  |                            |                            |  |  |                         |                         |
|  | Ciclista (J)              | Ciclista (J)              | 1               | 3 |                           |                           |  |  |                            |                            |  |  |                         |                         |
|  | Ciclista (J)              |                           |                 | 3 |                           |                           |  |  |                            |                            |  |  |                         |                         |
|  | Ceferino AV               | 0                         |                 |   |                           |                           |  |  |                            |                            |  |  |                         |                         |
|  | Ceferino AV               | 0                         | San Martín (C)  | 2 |                           |                           |  |  |                            |                            |  |  |                         |                         |
|  |                           |                           |                 | 2 |                           |                           |  |  |                            |                            |  |  |                         |                         |
|  |                           | Estudiantes (C)           | 3               |   |                           |                           |  |  |                            |                            |  |  |                         |                         |
|  | San Martín (C)            | Estudiantes (C)           | 3               | 3 |                           |                           |  |  |                            |                            |  |  |                         |                         |
|  | San Martín (C)            |                           |                 | 3 |                           |                           |  |  |                            |                            |  |  |                         |                         |
|  | Sarmiento                 | 0                         |                 |   |                           |                           |  |  |                            |                            |  |  |                         |                         |
|  | Sarmiento                 | 0                         | San Martín (C)  | 3 |                           |                           |  |  |                            |                            |  |  |                         |                         |
|  |                           |                           |                 | 3 |                           |                           |  |  |                            |                            |  |  |                         |                         |
|  |                           | MH Básquet                | 0               |   |                           |                           |  |  |                            |                            |  |  |                         |                         |
|  | Sport Club                | MH Básquet                | 0               | 1 |                           |                           |  |  |                            |                            |  |  |                         |                         |
|  | Sport Club                |                           |                 | 1 |                           |                           |  |  |                            |                            |  |  |                         |                         |
|  | MH Básquet                | 3                         |                 |   |                           |                           |  |  |                            |                            |  |  |                         |                         |
|  | MH Básquet                | 3                         | San Martín (C)  | 3 |                           |                           |  |  |                            |                            |  |  |                         |                         |
|  |                           |                           |                 | 3 |                           |                           |  |  |                            |                            |  |  |                         |                         |
|  |                           | Huracán (T)               | 1               |   |                           |                           |  |  |                            |                            |  |  |                         |                         |
|  | Huracán (T)               | Huracán (T)               | 1               | 3 |                           |                           |  |  |                            |                            |  |  |                         |                         |
|  | Huracán (T)               |                           |                 | 3 |                           |                           |  |  |                            |                            |  |  |                         |                         |
|  | San Lorenzo (C)           | 0                         |                 |   |                           |                           |  |  |                            |                            |  |  |                         |                         |
|  | San Lorenzo (C)           | 0                         | Huracán (T)     | 3 |                           |                           |  |  |                            |                            |  |  |                         |                         |
|  |                           |                           |                 | 3 |                           |                           |  |  |                            |                            |  |  |                         |                         |
|  |                           | San Isidro                | 2               |   |                           |                           |  |  |                            |                            |  |  |                         |                         |
|  | San Isidro                | San Isidro                | 2               | 3 |                           |                           |  |  |                            |                            |  |  |                         |                         |
|  | San Isidro                |                           |                 | 3 |                           |                           |  |  |                            |                            |  |  |                         |                         |
|  | Oberá TC                  | 0                         |                 |   |                           |                           |  |  |                            |                            |  |  |                         |                         |
|  | Oberá TC                  | 0                         |                 |   |                           |                           |  |  |                            |                            |  |  |                         |                         |

El equipo que figura en la primera línea (arriba) tuvo la ventaja de localía.
El resultado que figura es la sumatoria de partidos ganados por el equipo.

### Octavos de final
Quilmes (Mar del Plata) - Banda Norte
| 22 de marzo | Quilmes (MdP) | 78–64 | Banda Norte | Mar del Plata                 |  |  |
|             |               |       |             |                               |  |  |
|             |               |       |             | Pabellón: Estadio Once Unidos |  |  |
| serie 1 - 0 |               |       |             |                               |  |  |
|             |               |       |             |                               |  |  |

| 24 de marzo | Quilmes (MdP) | 63–78 | Banda Norte | Mar del Plata                 |  |  |
|             |               |       |             |                               |  |  |
|             |               |       |             | Pabellón: Estadio Once Unidos |  |  |
| serie 1 - 1 |               |       |             |                               |  |  |
|             |               |       |             |                               |  |  |

| 27 de marzo | Banda Norte | 74–85 | Quilmes (MdP) | Río Cuarto                    |  |  |
|             |             |       |               |                               |  |  |
|             |             |       |               | Pabellón: Estadio Banda Norte |  |  |
| serie 1 - 2 |             |       |               |                               |  |  |
|             |             |       |               |                               |  |  |

| 29 de marzo | Banda Norte | 81–65 | Quilmes (MdP) | Río Cuarto                    |  |  |
|             |             |       |               |                               |  |  |
|             |             |       |               | Pabellón: Estadio Banda Norte |  |  |
| serie 2 - 2 |             |       |               |                               |  |  |
|             |             |       |               |                               |  |  |

| 2 de abril  | Quilmes (MdP) | 78–67 | Banda Norte | Mar del Plata                 |  |  |
|             |               |       |             |                               |  |  |
|             |               |       |             | Pabellón: Estadio Once Unidos |  |  |
| serie 3 - 2 |               |       |             |                               |  |  |
|             |               |       |             |                               |  |  |

Alvear - Instituto
| 22 de marzo | Alvear | 90–77 | Instituto | Villa Ángela                  |  |  |
|             |        |       |           |                               |  |  |
|             |        |       |           | Pabellón: Estadio Club Alvear |  |  |
| serie 1 - 0 |        |       |           |                               |  |  |
|             |        |       |           |                               |  |  |

| 24 de marzo | Alvear | 85–73 | Instituto | Villa Ángela                  |  |  |
|             |        |       |           |                               |  |  |
|             |        |       |           | Pabellón: Estadio Club Alvear |  |  |
| serie 2 - 0 |        |       |           |                               |  |  |
|             |        |       |           |                               |  |  |

| 27 de marzo | Instituto | 81–72 | Alvear | Córdoba                          |  |  |
|             |           |       |        |                                  |  |  |
|             |           |       |        | Pabellón: Gimnasio Ángel Sandrín |  |  |
| serie 2 - 1 |           |       |        |                                  |  |  |
|             |           |       |        |                                  |  |  |

| 29 de marzo | Instituto | 69–52 | Alvear | Córdoba                          |  |  |
|             |           |       |        |                                  |  |  |
|             |           |       |        | Pabellón: Gimnasio Ángel Sandrín |  |  |
| serie 2 - 2 |           |       |        |                                  |  |  |
|             |           |       |        |                                  |  |  |

| 1 de abril  | Alvear | 56–64 | Instituto | Villa Ángela                  |  |  |
|             |        |       |           |                               |  |  |
|             |        |       |           | Pabellón: Estadio Club Alvear |  |  |
| serie 2 - 3 |        |       |           |                               |  |  |
|             |        |       |           |                               |  |  |

Estudiantes Concordia - Echagüe
| 23 de marzo | Estudiantes (C) | 66–63 | Echagüe | Concordia                  |  |  |
|             |                 |       |         |                            |  |  |
|             |                 |       |         | Pabellón: El Gigante Verde |  |  |
| serie 1 - 0 |                 |       |         |                            |  |  |
|             |                 |       |         |                            |  |  |

| 25 de marzo | Estudiantes (C) | 69–58 | Echagüe | Concordia                  |  |  |
|             |                 |       |         |                            |  |  |
|             |                 |       |         | Pabellón: El Gigante Verde |  |  |
| serie 2 - 0 |                 |       |         |                            |  |  |
|             |                 |       |         |                            |  |  |

| 27 de marzo | Echagüe | 52–69 | Estudiantes (C) | Paraná                       |  |  |
|             |         |       |                 |                              |  |  |
|             |         |       |                 | Pabellón: Estadio Luis Butta |  |  |
| serie 0 - 3 |         |       |                 |                              |  |  |
|             |         |       |                 |                              |  |  |

Ciclista Juninense - Ceferino Alianza Viedma
| 22 de marzo | Ciclista Juninense | 107–99 | Ceferino AV | Junín                                |  |  |
|             |                    |        |             |                                      |  |  |
|             |                    |        |             | Pabellón: Estadio Raúl "Chuni" Merlo |  |  |
| serie 1 - 0 |                    |        |             |                                      |  |  |
|             |                    |        |             |                                      |  |  |

| 24 de marzo | Ciclista Juninense | 86–74 | Ceferino AV | Junín                                |  |  |
|             |                    |       |             |                                      |  |  |
|             |                    |       |             | Pabellón: Estadio Raúl "Chuni" Merlo |  |  |
| serie 2 - 0 |                    |       |             |                                      |  |  |
|             |                    |       |             |                                      |  |  |

| 27 de marzo | Ceferino AV | 78–95 | Ciclista Juninense | Viedma                                                 |  |  |
|             |             |       |                    |                                                        |  |  |
|             |             |       |                    | Pabellón: Polideportivo Municipal Ángel Cayetano Arias |  |  |
| serie 0 - 3 |             |       |                    |                                                        |  |  |
|             |             |       |                    |                                                        |  |  |

San Martín (Corrientes) - Sarmiento
| 22 de marzo | San Martín (C) | 91–66 | Sarmiento | Corrientes                    |  |  |
|             |                |       |           |                               |  |  |
|             |                |       |           | Pabellón: El Fortín Rojinegro |  |  |
| serie 1 - 0 |                |       |           |                               |  |  |
|             |                |       |           |                               |  |  |

| 24 de marzo | San Martín (C) | 93–58 | Sarmiento | Corrientes                    |  |  |
|             |                |       |           |                               |  |  |
|             |                |       |           | Pabellón: El Fortín Rojinegro |  |  |
| serie 2 - 0 |                |       |           |                               |  |  |
|             |                |       |           |                               |  |  |

| 27 de marzo | Sarmiento | 61–84 | San Martín (C) | Resistencia                    |  |  |
|             |           |       |                |                                |  |  |
|             |           |       |                | Pabellón: Gimnasio Resistencia |  |  |
| serie 0 - 3 |           |       |                |                                |  |  |
|             |           |       |                |                                |  |  |

Sport Club - Monte Hermoso Básquet
| 22 de marzo | Sport Club | 63–66 | MH Básquet | Cañada de Gómez                   |  |  |
|             |            |       |            |                                   |  |  |
|             |            |       |            | Pabellón: Estadio Florencio Varni |  |  |
| serie 0 - 1 |            |       |            |                                   |  |  |
|             |            |       |            |                                   |  |  |

| 24 de marzo | Sport Club | 67–60 | MH Básquet | Cañada de Gómez                   |  |  |
|             |            |       |            |                                   |  |  |
|             |            |       |            | Pabellón: Estadio Florencio Varni |  |  |
| serie 1 - 1 |            |       |            |                                   |  |  |
|             |            |       |            |                                   |  |  |

| 27 de marzo | MH Básquet | 84–71 | Sport Club | Monte Hermoso                     |  |  |
|             |            |       |            |                                   |  |  |
|             |            |       |            | Pabellón: Polideportivo Municipal |  |  |
| serie 2 - 1 |            |       |            |                                   |  |  |
|             |            |       |            |                                   |  |  |

| 29 de marzo | MH Básquet | 86–80 | Sport Club | Monte Hermoso                     |  |  |
|             |            |       |            |                                   |  |  |
|             |            |       |            | Pabellón: Polideportivo Municipal |  |  |
| serie 3 - 1 |            |       |            |                                   |  |  |
|             |            |       |            |                                   |  |  |

Huracán (Trelew) - San Lorenzo (Chivilcoy)
| 22 de marzo | Huracán (T) | 93–80 | San Lorenzo (C) | Trelew                            |  |  |
|             |             |       |                 |                                   |  |  |
|             |             |       |                 | Pabellón: Estadio Atilio Viglione |  |  |
| serie 1 - 0 |             |       |                 |                                   |  |  |
|             |             |       |                 |                                   |  |  |

| 24 de marzo | Huracán (T) | 96–86 | San Lorenzo (C) | Trelew                            |  |  |
|             |             |       |                 |                                   |  |  |
|             |             |       |                 | Pabellón: Estadio Atilio Viglione |  |  |
| serie 2 - 0 |             |       |                 |                                   |  |  |
|             |             |       |                 |                                   |  |  |

| 27 de marzo | San Lorenzo (C) | 77–80 | Huracán (T) | Chivilcoy                               |  |  |
|             |                 |       |             |                                         |  |  |
|             |                 |       |             | Pabellón: Estadio Oscar y Alfredo Barca |  |  |
| serie 0 - 3 |                 |       |             |                                         |  |  |
|             |                 |       |             |                                         |  |  |

San Isidro - Oberá Tenis Club
| 22 de marzo | San Isidro | 95–74 | Oberá TC | San Francisco                    |  |  |
|             |            |       |          |                                  |  |  |
|             |            |       |          | Pabellón: Estadio Severo Robledo |  |  |
| serie 1 - 0 |            |       |          |                                  |  |  |
|             |            |       |          |                                  |  |  |

| 24 de marzo | San Isidro | 97–91 | Oberá TC | San Francisco                    |  |  |
|             |            |       |          |                                  |  |  |
|             |            |       |          | Pabellón: Estadio Severo Robledo |  |  |
| serie 2 - 0 |            |       |          |                                  |  |  |
|             |            |       |          |                                  |  |  |

| 27 de marzo | Oberá TC | 90–102 | San Isidro | Oberá                              |  |  |
|             |          |        |            |                                    |  |  |
|             |          |        |            | Pabellón: Estadio Oberá Tenis Club |  |  |
| serie 0 - 3 |          |        |            |                                    |  |  |
|             |          |        |            |                                    |  |  |

### Cuartos de final
Quilmes (Mar del Plata) - Instituto
| 5 de abril  | Quilmes (MdP) | 79–68 | Instituto | Mar del Plata         |  |  |
|             |               |       |           |                       |  |  |
|             |               |       |           | Pabellón: Once Unidos |  |  |
| serie 1 - 0 |               |       |           |                       |  |  |
|             |               |       |           |                       |  |  |

| 7 de abril  | Quilmes (MdP) | 89–66 | Instituto | Mar del Plata         |  |  |
|             |               |       |           |                       |  |  |
|             |               |       |           | Pabellón: Once Unidos |  |  |
| serie 2 - 0 |               |       |           |                       |  |  |
|             |               |       |           |                       |  |  |

| 10 de abril | Instituto | 86–69 | Quilmes (MdP) | Córdoba                          |  |  |
|             |           |       |               |                                  |  |  |
|             |           |       |               | Pabellón: Gimnasio Ángel Sandrín |  |  |
| serie 1 - 2 |           |       |               |                                  |  |  |
|             |           |       |               |                                  |  |  |

| 12 de abril | Instituto | 61–70 | Quilmes (MdP) | Córdoba                          |  |  |
|             |           |       |               |                                  |  |  |
|             |           |       |               | Pabellón: Gimnasio Ángel Sandrín |  |  |
| serie 1 - 3 |           |       |               |                                  |  |  |
|             |           |       |               |                                  |  |  |

Estudiantes Concordia - Ciclista Juninense
| 5 de abril  | Estudiantes (C) | 88–64 | Ciclista Juninense | Concordia                  |  |  |
|             |                 |       |                    |                            |  |  |
|             |                 |       |                    | Pabellón: El Gigante Verde |  |  |
| serie 1 - 0 |                 |       |                    |                            |  |  |
|             |                 |       |                    |                            |  |  |

| 7 de abril  | Estudiantes (C) | 69–63 | Ciclista Juninense | Concordia                  |  |  |
|             |                 |       |                    |                            |  |  |
|             |                 |       |                    | Pabellón: El Gigante Verde |  |  |
| serie 2 - 0 |                 |       |                    |                            |  |  |
|             |                 |       |                    |                            |  |  |

| 10 de abril | Ciclista Juninense | 89–83 | Estudiantes (C) | Junín                                |  |  |
|             |                    |       |                 |                                      |  |  |
|             |                    |       |                 | Pabellón: Estadio Raúl "Chuni" Merlo |  |  |
| serie 1 - 2 |                    |       |                 |                                      |  |  |
|             |                    |       |                 |                                      |  |  |

| 12 de abril | Ciclista Juninense | 79–102 | Estudiantes (C) | Junín                                |  |  |
|             |                    |        |                 |                                      |  |  |
|             |                    |        |                 | Pabellón: Estadio Raúl "Chuni" Merlo |  |  |
| serie 1 - 3 |                    |        |                 |                                      |  |  |
|             |                    |        |                 |                                      |  |  |

San Martín (Corrientes) - Monte Hermoso Básquet
| 5 de abril  | San Martín (C) | 88–54 | MH Básquet | Corrientes                    |  |  |
|             |                |       |            |                               |  |  |
|             |                |       |            | Pabellón: El Fortín Rojinegro |  |  |
| serie 1 - 0 |                |       |            |                               |  |  |
|             |                |       |            |                               |  |  |

| 7 de abril  | San Martín (C) | 89–80 | MH Básquet | Corrientes                    |  |  |
|             |                |       |            |                               |  |  |
|             |                |       |            | Pabellón: El Fortín Rojinegro |  |  |
| serie 2 - 0 |                |       |            |                               |  |  |
|             |                |       |            |                               |  |  |

| 10 de abril | MH Básquet | 70–83 | San Martín (C) | Monte Hermoso                     |  |  |
|             |            |       |                |                                   |  |  |
|             |            |       |                | Pabellón: Polideportivo Municipal |  |  |
| serie 0 - 3 |            |       |                |                                   |  |  |
|             |            |       |                |                                   |  |  |

Huracán (Trelew) - San Isidro
| 6 de abril  | Huracán (T) | 85–87 | San Isidro | Trelew                            |  |  |
|             |             |       |            |                                   |  |  |
|             |             |       |            | Pabellón: Estadio Atilio Viglione |  |  |
| serie 0 - 1 |             |       |            |                                   |  |  |
|             |             |       |            |                                   |  |  |

| 8 de abril  | Huracán (T) | 101–75 | San Isidro | Trelew                            |  |  |
|             |             |        |            |                                   |  |  |
|             |             |        |            | Pabellón: Estadio Atilio Viglione |  |  |
| serie 1 - 1 |             |        |            |                                   |  |  |
|             |             |        |            |                                   |  |  |

| 11 de abril | San Isidro | 99–78 | Huracán (T) | San Francisco                    |  |  |
|             |            |       |             |                                  |  |  |
|             |            |       |             | Pabellón: Estadio Severo Robledo |  |  |
| serie 2 - 1 |            |       |             |                                  |  |  |
|             |            |       |             |                                  |  |  |

| 13 de abril | San Isidro | 97–100 | Huracán (T) | San Francisco                    |  |  |
|             |            |        |             |                                  |  |  |
|             |            |        |             | Pabellón: Estadio Severo Robledo |  |  |
| serie 2 - 2 |            |        |             |                                  |  |  |
|             |            |        |             |                                  |  |  |

| 16 de abril | Huracán (T) | 86–82 | San Isidro | Trelew                            |  |  |
|             |             |       |            |                                   |  |  |
|             |             |       |            | Pabellón: Estadio Atilio Viglione |  |  |
| serie 3 - 2 |             |       |            |                                   |  |  |
|             |             |       |            |                                   |  |  |

### Semifinales
Quilmes (Mar del Plata) - Estudiantes Concordia
| 20 de abril | Quilmes (MdP) | 76–79 | Estudiantes (C) | Mar del Plata                 |  |  |
|             |               |       |                 |                               |  |  |
|             |               |       |                 | Pabellón: Estadio Once Unidos |  |  |
| serie 1 - 0 |               |       |                 |                               |  |  |
|             |               |       |                 |                               |  |  |

| 22 de abril | Quilmes (MdP) | 71–65 | Estudiantes (C) | Mar del Plata                 |  |  |
|             |               |       |                 |                               |  |  |
|             |               |       |                 | Pabellón: Estadio Once Unidos |  |  |
| serie 2 - 0 |               |       |                 |                               |  |  |
|             |               |       |                 |                               |  |  |

| 25 de abril | Estudiantes (C) | 88–59 | Quilmes (MdP) | Concordia                  |  |  |
|             |                 |       |               |                            |  |  |
|             |                 |       |               | Pabellón: El Gigante Verde |  |  |
| serie 1 - 2 |                 |       |               |                            |  |  |
|             |                 |       |               |                            |  |  |

| 27 de abril | Estudiantes (C) | 72–65 | Quilmes (MdP) | Concordia                  |  |  |
|             |                 |       |               |                            |  |  |
|             |                 |       |               | Pabellón: El Gigante Verde |  |  |
| serie 1 - 3 |                 |       |               |                            |  |  |
|             |                 |       |               |                            |  |  |

San Martín (Corrientes) - Huracán (Trelew)
| 20 de abril | San Martín (C) | 83–70 | Huracán (T) | Corrientes                             |  |  |
|             |                |       |             |                                        |  |  |
|             |                |       |             | Pabellón: Estadio Raúl Argentino Ortíz |  |  |
| serie 1 - 0 |                |       |             |                                        |  |  |
|             |                |       |             |                                        |  |  |

| 22 de abril | San Martín (C) | 87–60 | Huracán (T) | Corrientes                             |  |  |
|             |                |       |             |                                        |  |  |
|             |                |       |             | Pabellón: Estadio Raúl Argentino Ortíz |  |  |
| serie 2 - 0 |                |       |             |                                        |  |  |
|             |                |       |             |                                        |  |  |

| 25 de abril | Huracán (T) | 80–75 | San Martín (C) | Trelew                            |  |  |
|             |             |       |                |                                   |  |  |
|             |             |       |                | Pabellón: Estadio Atilio Viglione |  |  |
| serie 1 - 2 |             |       |                |                                   |  |  |
|             |             |       |                |                                   |  |  |

| 27 de abril | Huracán (T) | 66–74 | San Martín (C) | Trelew                            |  |  |
|             |             |       |                |                                   |  |  |
|             |             |       |                | Pabellón: Estadio Atilio Viglione |  |  |
| serie 1 - 3 |             |       |                |                                   |  |  |
|             |             |       |                |                                   |  |  |

### Final
San Martín (Corrientes) - Estudiantes Concordia
| 3 de mayo   | San Martín (C)                                | 76–71   | Estudiantes (C) | Corrientes                             |  |  |
|             | Parciales: 22 - 18, 20 - 19, 18 - 17, 16 - 17 |         |                 |                                        |  |  |
|             |                                               | Reporte |                 | Pabellón: Estadio Raúl Argentino Ortíz |  |  |
| serie 1 - 0 |                                               |         |                 |                                        |  |  |
|             |                                               |         |                 |                                        |  |  |

| 5 de mayo   | San Martín (C)                                | 73–70   | Estudiantes (C) | Corrientes                             |  |  |
|             | Parciales: 18 - 17, 19 - 14, 15 - 20, 21 - 19 |         |                 |                                        |  |  |
|             |                                               | Reporte |                 | Pabellón: Estadio Raúl Argentino Ortíz |  |  |
| serie 2 - 0 |                                               |         |                 |                                        |  |  |
|             |                                               |         |                 |                                        |  |  |

| 9 de mayo   | Estudiantes (C)                               | 67–58   | San Martín (C) | Concordia                  |  |  |
|             | Parciales: 23 - 14, 13 - 14, 19 - 18, 12 - 12 |         |                |                            |  |  |
|             |                                               | Reporte |                | Pabellón: El Gigante Verde |  |  |
| serie 1 - 2 |                                               |         |                |                            |  |  |
|             |                                               |         |                |                            |  |  |

| 11 de mayo  | Estudiantes (C)                               | 73–66   | San Martín (C) | Concordia                  |  |  |
|             | Parciales: ?? - ??, ?? - ??, ?? - ??, ?? - ?? |         |                |                            |  |  |
|             |                                               | Reporte |                | Pabellón: El Gigante Verde |  |  |
| serie 2 - 2 |                                               |         |                |                            |  |  |
|             |                                               |         |                |                            |  |  |

| 14 de mayo  | San Martín (C)                                | 77–78   | Estudiantes (C) | Corrientes                             |  |  |
|             | Parciales: 17 - 20, 21 - 16, 22 - 24, 17 - 18 |         |                 |                                        |  |  |
|             |                                               | Reporte |                 | Pabellón: Estadio Raúl Argentino Ortíz |  |  |
| serie 2 - 3 |                                               |         |                 |                                        |  |  |
|             |                                               |         |                 |                                        |  |  |

Estudiantes Concordia

Campeón

Primer título

Primer ascenso

## Ronda repechaje
|  | Semifinal        | Semifinal               | Semifinal               |         |   | Final | Final | Final |  |
|  |                  |                         |                         |         |   |       |       |       |  |
|  |                  |                         |                         |         |   |       |       |       |  |
|  |                  |                         |                         |         |   |       |       |       |  |
|  |                  |                         |                         |         |   |       |       |       |  |
|  |                  |                         |                         |         |   |       |       |       |  |
|  |                  | San Martín (Corrientes) | San Martín (Corrientes) | 1       |   |       |       |       |  |
|  |                  |                         |                         | 1       |   |       |       |       |  |
|  |                  |                         | Quilmes                 | Quilmes | 3 |       |       |       |  |
|  | Quilmes          | Quilmes                 | Quilmes                 | Quilmes | 3 | 3     |       |       |  |
|  | Quilmes          | Quilmes                 |                         |         |   | 3     |       |       |  |
|  | Huracán (Trelew) | Huracán (Trelew)        | 0                       |         |   |       |       |       |  |
|  | Huracán (Trelew) | Huracán (Trelew)        | 0                       |         |   |       |       |       |  |
|  |                  |                         |                         |         |   |       |       |       |  |

El equipo que figura en la primera línea es quien obtuvo la ventaja de localía.

### Semifinal
Quilmes (Mar del Plata) - Huracán (Trelew)
| 3 de mayo   | Quilmes (MdP)                                 | 81–72   | Huracán (T) | Mar del Plata                 |  |  |
|             | Parciales: 28 - 23, 17 - 11, 14 - 23, 22 - 15 |         |             |                               |  |  |
|             |                                               | Reporte |             | Pabellón: Estadio Once Unidos |  |  |
| serie 1 - 0 |                                               |         |             |                               |  |  |
|             |                                               |         |             |                               |  |  |

| 5 de mayo   | Quilmes (MdP)                                 | 78–72   | Huracán (T) | Mar del Plata                 |  |  |
|             | Parciales: 22 - 16, 16 - 14, 22 - 22, 18 - 20 |         |             |                               |  |  |
|             |                                               | Reporte |             | Pabellón: Estadio Once Unidos |  |  |
| serie 2 - 0 |                                               |         |             |                               |  |  |
|             |                                               |         |             |                               |  |  |

| 9 de mayo   | Huracán (T)                                                            | 99–102  | Quilmes (MdP) | Trelew                            |  |  |
|             | Parciales: 20 - 16, 18 - 18, 17 - 27, 22 - 16 (T.E.: 12 - 12, 10 - 13) |         |               |                                   |  |  |
|             |                                                                        | Reporte |               | Pabellón: Estadio Atilio Viglione |  |  |
| serie 0 - 3 |                                                                        |         |               |                                   |  |  |
|             |                                                                        |         |               |                                   |  |  |

### Final
San Martín (Corrientes) - Quilmes (Mar del Plata)
| 17 de mayo  | San Martín (C)                                | 88–74   | Quilmes (MdP) | Ciudad de Buenos Aires       |  |  |
|             | Parciales: 11 - 18, 30 - 17, 24 - 18, 23 - 21 |         |               |                              |  |  |
|             |                                               | Reporte |               | Pabellón: Estadio Luis Conde |  |  |
| serie 1 - 0 |                                               |         |               |                              |  |  |
|             |                                               |         |               |                              |  |  |

| 19 de mayo  | San Martín (C)                                | 61–74   | Quilmes (MdP) | Ciudad de Buenos Aires       |  |  |
|             | Parciales: 11 - 26, 21 - 11, 10 - 18, 19 - 19 |         |               |                              |  |  |
|             |                                               | Reporte |               | Pabellón: Estadio Luis Conde |  |  |
| serie 1 - 1 |                                               |         |               |                              |  |  |
|             |                                               |         |               |                              |  |  |

| 22 de mayo  | Quilmes (MdP)                                 | 73–66   | San Martín (C) | Mar del Plata                 |  |  |
|             | Parciales: 20 - 23, 16 - 13, 13 - 13, 24 - 17 |         |                |                               |  |  |
|             |                                               | Reporte |                | Pabellón: Estadio Once Unidos |  |  |
| serie 2 - 1 |                                               |         |                |                               |  |  |
|             |                                               |         |                |                               |  |  |

| 24 de mayo  | Quilmes (MdP)                                 | 77–66   | San Martín (C) | Mar del Plata                 |  |  |
|             | Parciales: 17 - 11, 17 - 19, 27 - 17, 16 - 19 |         |                |                               |  |  |
|             |                                               | Reporte |                | Pabellón: Estadio Once Unidos |  |  |
| serie 3 - 1 |                                               |         |                |                               |  |  |
|             |                                               |         |                |                               |  |  |